# Northgate (West Sussex)
Northgate – dzielnica miasta Crawley w Anglii, w hrabstwie West Sussex, w dystrykcie Crawley. Leży 13 km od miasta Redhill. W 2016 miejscowość liczyła 5550 mieszkańców.